# Александровка (Альшеевский район)
Алекса́ндровка (баш. Александровка) — деревня в Никифаровском сельсовете Альшеевского района Республики Башкортостан России.
Находится на левом берегу реки Дёмы.

## История
Статус деревня посёлок приобрёл согласно Закону Республики Башкортостан от 20 июля 2005 года N 211-з «О внесении изменений в административно-территориальное устройство Республики Башкортостан в связи с образованием, объединением, упразднением и изменением статуса населенных пунктов, переносом административных центров», ст.1

6. Изменить статус следующих населенных пунктов, установив тип поселения — деревня:

…

2) в Альшеевском районе:

г) поселка Александровка Никифаровского сельсовета

## Население
| 2002 | 2009 | 2010 |
| ---- | ---- | ---- |
| 31   | ↘18  | ↗21  |

Национальный состав
Согласно переписи 2002 года, преобладающая национальность — чуваши (64 %).

## Географическое положение
Расстояние до:
- районного центра (Раевский): 50 км,
- центра сельсовета (Никифарово): 5 км,
- ближайшей железнодорожной станции (Аксеново): 17 км.